# دوغ رولاند
دوغ رولاند هو سياسي كندي، ولد في 14 يونيو 1940 في ريجاينا في كندا. حزبياً، نشط في الحزب الديمقراطي الجديد. وقد انتخب عضو مجلس العموم الكندي.